# Hard Again
Hard Again è un album blues di Muddy Waters.

## Descrizione
Hard Again è stato registrato in appena tre giorni, nel 1976. 
Si tratta di un disco atipico per il bluesman americano, essendo una delle prime opere che contamina il genere tradizionale con la strumentazione elettrica. 
Waters è affiancato dalla sua band dell'epoca: Bob Margolin, Pinetop Perkins e Willie Smith.
Fra i collaboratori più importanti, va menzionato James Cotton, musicista con cui Waters aveva già lavorato in passato nonché grande amico. 
L'album contiene alcuni standard dell'autore (tra cui i celebri Mannish Boy e I Can’t Be Satisfied), oltre a brani inediti.

## Accoglienza
È considerato uno dei migliori lavori dell'autore. La rivista Rolling Stone, al riguardo, lo giudica come «felice, energico e fuori dai canoni».
Ha raggiunto la 143ª posizione su Billboard 200.
È stato premiato nel 1978 con il Grammy Award alla miglior registrazione di musica etnica o tradizionale. 

## Tracce
1. Mannish Boy (Morganfield, Ellas McDaniel, Mel London) – 5:23
2. Bus Driver (Morganfield, Terry Abrahamson) – 7:44
3. I Want to Be Loved (Willie Dixon) – 2:20
4. Jealous Hearted Man – 4:23
5. I Can't Be Satisfied – 3:28
6. The Blues Had a Baby and They Named It Rock and Roll, Pt. 2 (Morganfield, Brownie McGhee) – 3:35
7. Deep Down in Florida – 5:25
8. Crosseyed Cat – 5:59
9. Little Girl – 7:06

## Formazione
- Muddy Waters – voce, chitarra
- Bob Margolin – chitarra
- Pinetop Perkins – pianoforte
- James Cotton – armonica
- Willie Smith – batteria
- Charles Calmese – basso
- Johnny Winter – chitarra, produttore